# Enrico Dioli
Enrico Dioli (Sondrio, 2 febbraio 1948 – Calco, 13 aprile 2025) è stato un sindacalista e politico italiano.

## Biografia
Perito industriale, iniziò i suoi contatti con la Confederazione Italiana Sindacati Lavoratori (CISL) di ispirazione cattolica a metà degli anni sessanta. Dal 1993 al 1995 ricoprì l'incarico di Segretario Generale della CISL a Sondrio. Terminato l'incarico nel sindacato, nel 1995, intraprese la carriera politica.
Si candidò a presidente della Provincia di Sondrio per la coalizione di centrosinistra (Progressisti Democratici - Partito Popolare Italiano - Patto dei Democratici), risultando vincitore nel ballottaggio contro il candidato del Polo per le Libertà (esclusa la Lega Nord) e, con il 57,1% dei consensi, risultò essere il primo presidente eletto con elezione popolare diretta.
Nel 1999, terminato il suo mandato da presidente provinciale, fu ricandidato dal centrosinistra, ma venne sconfitto nel ballottaggio con Eugenio Tarabini, sostenuto dal Polo delle Libertà (esclusa la Lega Nord) e dai Popolari retici.
Quando, a livello nazionale, nel 2001 nacque La Margherita, Dioli, vicino ai popolari, partecipò e promosse la fondazione del partito guidato da Francesco Rutelli anche a Sondrio e Provincia, diventandone coordinatore e leader provinciale.
Nel 2005 entrò a far parte del Consiglio di Amministrazione di IREALP, Istituto di Ricerca per l'Ecologia e l'Economia applicate alle aree Alpine.
Nel 2007 confluì nel PD, di cui fece parte del coordinamento provinciale di Sondrio. Candidato alle elezioni politiche del 2008 alla Camera, risultò il primo dei non eletti